# Metynnis polystictus
Metynnis polystictus és una espècie de peix de la família dels caràcids i de l'ordre dels caraciformes.

## Morfologia
- Els mascles poden assolir 16,7 cm de llargària total.[3]

## Distribució geogràfica
Es troba a Sud-amèrica: riu Xingu (Brasil).